# Anna Timireva
Anna Vassilievna Timireva ou Timiriova (en russe : Анна Васильевна Тимирёва), née Safonova le 18 juillet 1893 à Kislovodsk et morte le 31 janvier 1975, est une poétesse russe, fille de Vassili Safonov, compagne de l'amiral Koltchak, mère du peintre Vladimir Timirev (en). Elle fut plusieurs fois arrêtée du temps de l’Union soviétique.

## Biographie

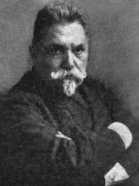
Son père, Vassili Ilitch Safonov, directeur du Conservatoire de Moscou.

Anna Safonova est née dans la famille du célèbre musicien et directeur du Conservatoire de Moscou, Vassili Safonov, à Kislovodsk, une station thermale russe du kraï de Stavropol, dans le Nord du Caucase. À la fin du XIXe siècle et au début du XXe siècle, Kislovodsk accueille beaucoup d'artistes, de musiciens et de membres de l'aristocratie russe.
En 1906, la famille s'installe à Saint-Pétersbourg, où Anna obtient un diplôme de l'école de la princesse Anna Obolensky et apprend le dessin et la peinture avec Zeidenberg. Elle parle couramment le français et l'allemand. Anna Safonova, en 1911, se marie avec un officier de marine, Sergueï Timirev. En 1914, ils ont un fils, Vladimir.
En 1915, Anna Timireva rencontre l'amiral Koltchak. Elle est l'épouse de son ami le plus proche, mais devient l'amour de sa vie. Ils ne se séparent pratiquement plus, jusqu'en 1920, à la mort de l'amiral.
Dans les années 1918-1919, elle travaille comme traductrice au département de l'Office des affaires du Conseil des ministres, du gouvernement russe de Sibérie.

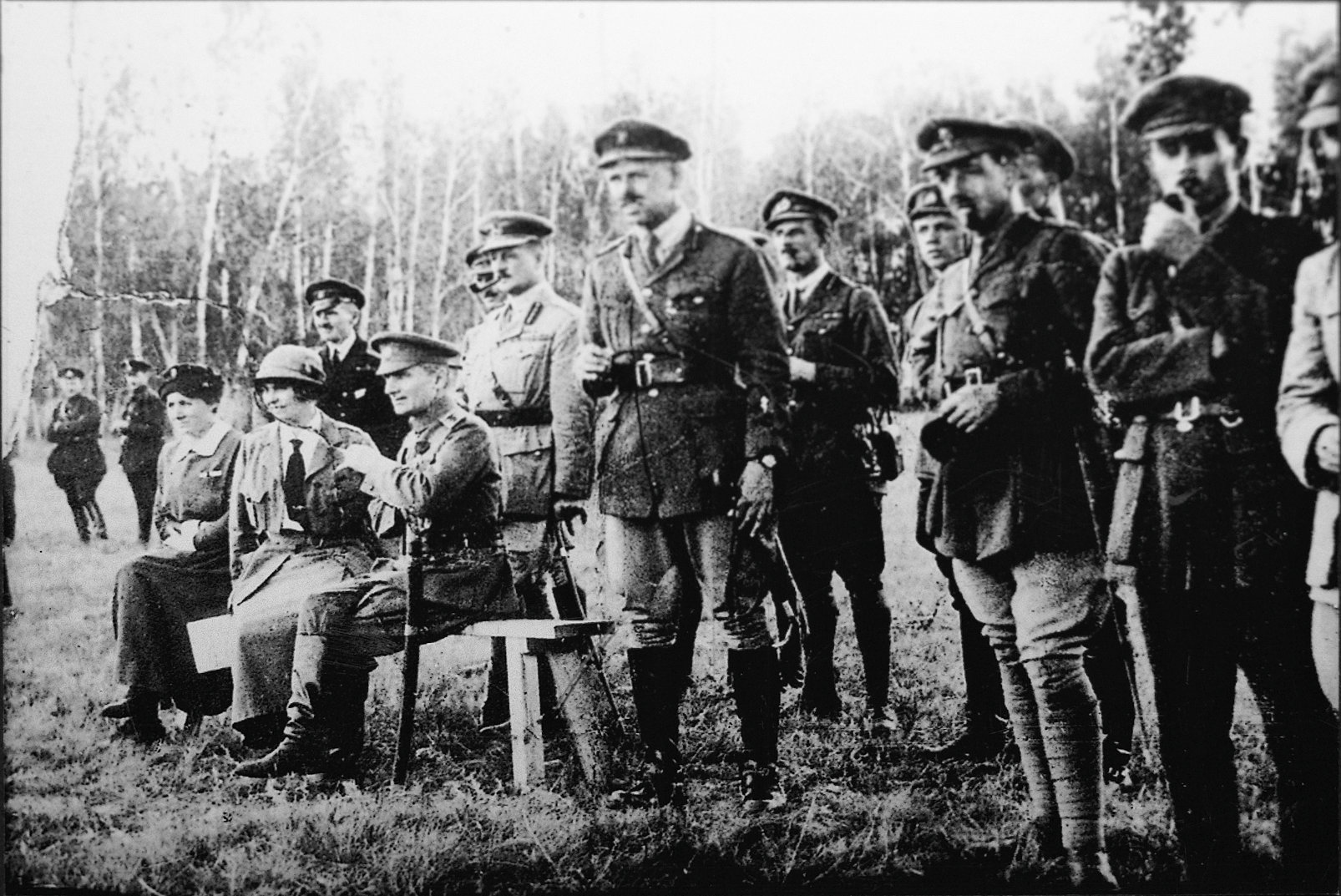
Anna Timireva assise, observant des exercices militaires aux côtés de l'amiral Koltchak en 1919.

Anna Timireva, au moment de l’arrestation de l'amiral Koltchak, va voir les bolcheviks et leur déclare : « Arrêtez-moi. Je ne peux pas vivre sans lui. » Elle est libérée en octobre 1920.
Cela ne dure pas, car elle est de nouveau arrêtée en mai 1921 et envoyée dans un camp de concentration. Le scénario se répète en 1922, en 1925, 1935. Lors des grandes purges staliniennes, en 1938, elle est déportée pendant huit ans, car elle est accusée d'être une ennemie de l'État soviétique. Vladimir, son fils unique, est exécuté en 1938, pour l'unique motif d'être le beau-fils de Koltchak, alors qu’il est le fils de Timerev et que sa mère est remariée avec un autre homme.

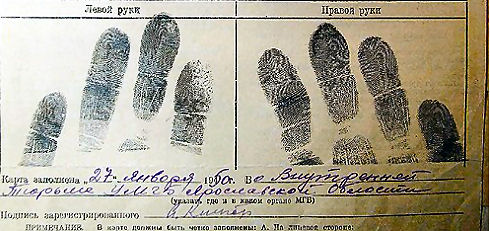
Dactylogramme d'Anna Timireva pris par la police soviétique en 1950.

Elle n'a pas le droit de vivre dans les quinze plus grandes villes de Russie, jusqu'en 1960. Entre ses arrestations, elle travaille comme bibliothécaire, archiviste et accessoiriste dans un théâtre. Elle contracte alors le paludisme. Après sa libération, elle et son deuxième mari vivent à Rybinsk. Elle est encore emprisonnée en 1949.
Elle travaille à nouveau comme peintre dans un théâtre local et, après sa réhabilitation, ils peuvent enfin s’installer à Moscou. Dans la seconde moitié du XXe siècle, Anna travaille comme consultante pour Serge Bondartchouk et son Guerre et Paix qui passe sur les écrans en 1966.
Elle meurt le 31 janvier 1975 à Moscou. Elle est enterrée au cimetière Vagankovo.

## Anna Timireva au cinéma

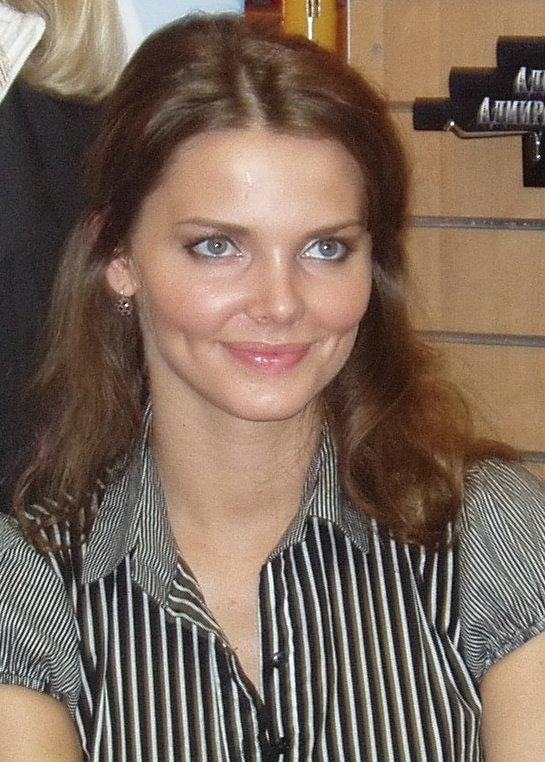
Elizaveta Boïarskaïa incarne le rôle d'Anna Timireva dans le film L'Amiral.

Son rôle est joué à l’écran par Veronika Izotova dans la série Le Cheval blanc (en russe : Конь белый), en 1993, et par Elizaveta Boïarskaïa dans le film L'Amiral.
La principale chanson originale pour le film L'Amiral s'appelle Anna. Elle est interprétée par la chanteuse russe Victoria Daïneko. La musique de la chanson a été composée par Igor Matvienko et le poème lui-même a été écrit par Anna Timireva en mémoire de l'amiral.

## Livres
- Lettres de Timirev à Koltchak, le 18 juillet 1916 - 17-18 mai 1917 à Saint-Pétersbourg, Dmitri Boulanine, 2002.
- Ne pas haïr, mais aimer (Poèmes en souvenir de A. V. Kniper), Kislovodsk: Grace, 2003.
- Tcherkassov, George, Koltchak et Timireva, Moscou: Vagrius, 2006.
- Le Miel, mon amour, Anna V. ...  TF Pavlova, FF Perchenok, IK Safonov, Chemin de Russie / Progrès-Tradition 1999.
- Vladimir Maximov, Uno sguardo nell'abisso, Spirali Uno sguardo nell'abisso.